# Poddębina (gmina Pietrowice Wielkie)
Poddębina – osada w Polsce położona w województwie śląskim, w powiecie raciborskim, w gminie Pietrowice Wielkie.